# Sedschütz

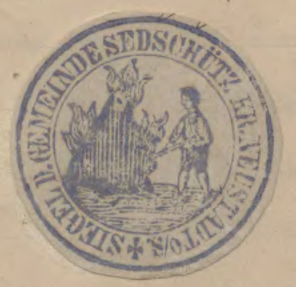
Vormaliges Siegel

Sedschütz (auch Dziedzütz oder Dziedzyc polnisch Dziedzice) ist ein Ort in der Stadt- und Landgemeinde Klein Strehlitz (Strzeleczki) im Powiat Krapkowicki der Woiwodschaft Opole in Polen.

## Geographie
Das Straßendorf Sedschütz liegt sieben Kilometer westlich von Klein Strehlitz, 14 Kilometer westlich von Krapkowice (Krappitz) und 23 Kilometer südwestlich von  Opole (Oppeln) in der Schlesischen Tiefebene.
Nachbarorte von Sedschütz sind im Norden Pechhütte (Smolarnia), im Nordosten Servitut (Serwitut), im Südosten Rasselwitz (Racławiczki) und im Südwesten Schelitz (Chrzelice).

## Geschichte

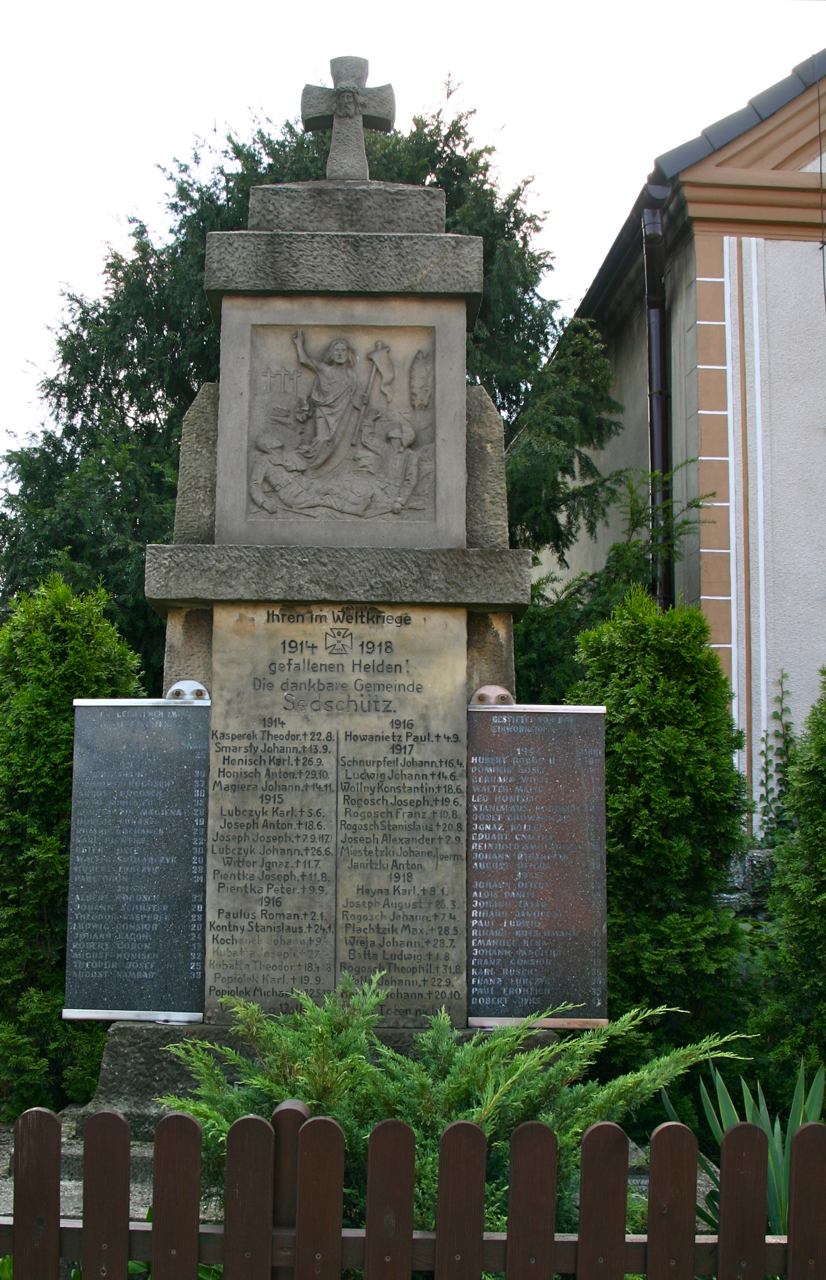
Gefallenendenkmal

„Dziedzitze“, das zum Herzogtum Oppeln gehörte, wurde 1531 erstmals urkundlich erwähnt. Für das Jahr 1534 ist es in der Schreibweise Dieditz belegt.
Nach dem Ersten Schlesischen Krieg 1742 fiel Sedschütz mit dem größten Teil Schlesiens an Preußen.
Nach der Neugliederung der Provinz Schlesien gehörte die Landgemeinde Sedschütz ab 1816 zum Landkreis Neustadt O.S., mit dem sie bis 1945 verbunden blieb. 1845 bestanden im Dorf eine Schankwirtschaft, eine Unterförsterei, ein Pferdehändler und 55 Häuser. Die Einwohnerzahl lag bei 512, davon fünf evangelisch. 1861 zählte der Ort 19 Bauern und 59 Häusler sowie eine katholische Schule mit zwei Lehrern und 148 Schülern.
Bei der Volksabstimmung in Oberschlesien am 20. März 1921 stimmten 541 Wahlberechtigte für einen Verbleib bei Deutschland und 321 für Polen. Sedschütz verblieb beim Deutschen Reich. 1933 wurden 1092 Einwohner gezählt und 1939 waren es 1156 Einwohner.
Als Folge des Zweiten Weltkriegs fiel Sedschütz 1945 mit dem größten Teil Schlesiens an Polen. Nachfolgend wurde es der Woiwodschaft Schlesien angeschlossen und in Dziedzice umbenannt. Die deutsche Bevölkerung wurde, soweit sie nicht vorher geflohen war, weitgehend vertrieben. Die neu angesiedelten Bewohner waren teilweise Zwangsumgesiedelte aus Ostpolen, das an die Sowjetunion gefallen war. 1950 kam der Ort zur Woiwodschaft Opole. 1999 wurde Kujawy dem Powiat Krapkowicki eingegliedert.
Am 17. Mai 2006 wurde in der Gemeinde Klein Strehlitz, der Dziedzice angehört, Deutsch als zweite Amtssprache eingeführt. Am 24. November 2008 erhielt der Ort zusätzlich den amtlichen deutschen Ortsnamen Sedschütz.

## Sehenswürdigkeiten
- Glockenkapelle aus Backstein
- Denkmal für die Gefallenen beider Weltkriege

## Vereine
- Deutscher Freundschaftskreis